# Buna (caoutchouc)
Pour les articles homonymes, voir Buna.
Buna était une marque déposée de la société allemande IG Farben, désignant un caoutchouc synthétique. Ce fut le premier élastomère synthétique. Aujourd'hui, « Buna » est une marque déposée de Dow Chemical et Lanxess.

## Historique
Au milieu des années 1930, la consommation annuelle de caoutchouc en Allemagne était voisine de 100 000 tonnes, mais cette matière première devait être importée et le pays traversait, comme les autres grandes puissances industrielles, une grave crise économique. L'obtention d'un ersatz de caoutchouc par polymérisation en émulsion est due à l'aboutissement, en 1929, des recherches de deux chimistes organiciens allemands, Walter Bock et Eduard Tschunkur.  Le Buna, fabriqué par la première usine Buna I, est commercialisé dès 1937. À l'origine, il est utilisé exclusivement dans l'industrie du pneumatique. Buna I est construite à Schkopau, près de Halle (Saale) ; Buna II est l'usine Hüls de Marl ; deux autres usines vont suivre. Grâce à la fabrication de cet élastomère de synthèse (Buna-S), l'usine SBR allait permettre à l'Allemagne nazie de développer une économie de guerre relativement autarcique, et largement indépendante des importations de matières premières des pays tropicaux.

## Nom
Le mot-valise « Buna » provient des initiales de deux produits chimiques nécessaires à une polymérisation anionique particulière : le butadiène (« Butadien » en allemand ; un monomère obtenu à partir d'acétylène,) et le sodium métallique (« Natrium  » ; le catalyseur).
Par exemple, le styrène-butadiène (SBR), un élastomère important car adapté pour les pneus, portait le nom de « Buna-S » (« S » pour « styrène »).